# Campeonato Nacional de Futebol Feminino 2015-16
La temporada 2015-16 del Campeonato Nacional de Fútbol Femenino de Portugal fue la trigésima primera (31) edición del Fútbol femenino en Portugal. Inicio rl 5 de septiembre de 2015 y finalizó el 19 de junio de 2016. Viseu 2001 ADSC y União Recreativa Cadima ascendieron a la categoría reemplazando a Leixões SC y FC Cesarense.
CF Benfica ganó el campeonato por segunda vez y clasificó a la Champions League.Clube de Albergaria fue subcampeón, y Valadates Gaia FC fue tercero. Fundação Laura Santos y U. R. Cadima fueron los equipos relegados.

## Equipos
| Equipo                | Ubicación               | Estadio                           | Capacidad |
| --------------------- | ----------------------- | --------------------------------- | --------- |
| Atlético Ouriense     | Ourém                   | Campo da Caridade                 | 2,500     |
| GDC A-dos-Francos     | Caldas da Raínha        | Campo Luís Duarte                 | 1,000     |
| CF Benfica            | Lisboa                  | Estádio Francisco Lázaro          | 1,500     |
| Clube de Albergaria   | Albergaria-a-Velha      | Municipal António Martins Pereira | 2,000     |
| Boavista FC           | Porto                   | Estádio do Bessa Século XXI       | 28,263    |
| Vilaverdense FC       | Vila Verde              | Campo Cruz do Reguengo            | 5,000     |
| Valadares Gaia FC     | Gulpilhares e Valadares | Complexo Desportivo de Valadares  | 500       |
| Cadima                | Cadima, Cantanhede      | Complexo Desportivo de Cantanhede | 2,000     |
| Fundacão Laura Santos | Gouveia                 | Municipal do Farvão               | 5,000     |
| Viseu 2001 ADSC       | Viseu                   | Estádio do Fontelo                | 12,000    |

## Primera ronda
| Pos | Equipo                | PJ | PG | PE | PP | GF | GC | Pts |
| --- | --------------------- | -- | -- | -- | -- | -- | -- | --- |
| 1   | Clube de Albergaria   | 18 | 16 | 1  | 1  | 44 | 10 | 49  |
| 2   | Valadares Gaia FC     | 18 | 15 | 0  | 3  | 55 | 13 | 45  |
| 3   | CF Benfica            | 18 | 14 | 2  | 2  | 49 | 6  | 44  |
| 4   | GDC A-dos-Francos     | 18 | 9  | 2  | 7  | 41 | 43 | 29  |
| 5   | Vilaverdense FC       | 18 | 8  | 3  | 7  | 43 | 30 | 27  |
| 6   | Atlético Ouriense     | 18 | 8  | 3  | 7  | 26 | 21 | 27  |
| 7   | Fundação Laura Santos | 18 | 4  | 3  | 11 | 19 | 60 | 15  |
| 8   | Viseu 2001 ADSC       | 18 | 2  | 4  | 12 | 17 | 41 | 10  |
| 9   | Boavista FC           | 18 | 2  | 1  | 15 | 18 | 45 | 7   |
| 10  | Cadima                | 18 | 0  | 5  | 13 | 9  | 52 | 5   |

## Segunda ronda

### Grupo de campeonato
| Pos | Equipo              | PJ | PG | PE | PP | GF | GC | Pts |                     | Ben | Alb | Val | Fr  |
| 1   | CF Benfica          | 6  | 4  | 2  | 0  | 12 | 4  | 36  | CF Benfica          |     | 0-0 | 1-1 | 3-2 |
| 2   | Clube de Albergaria | 6  | 2  | 2  | 2  | 7  | 7  | 33  | Clube de Albergaria | 0-3 |     | 2-0 | 2-0 |
| 3   | Valadares Gaia FC   | 6  | 3  | 1  | 2  | 13 | 7  | 33  | Valadares Gaia FC   | 1-2 | 1-0 |     | 3-1 |
| 4   | GDC A-dos-Francos   | 6  | 0  | 1  | 5  | 7  | 21 | 16  | GDC A-dos-Francos   | 0-3 | 3-3 | 1-7 |     |

### Grupo para descenso
| Pos | Equipo                | PJ | PG | PE | PP | GF | GC | Pts |                       | Our | Vil | Boa | Vis | Fun | Cad |
| 5   | Atlético Ouriense     | 10 | 7  | 1  | 2  | 33 | 14 | 36  | Atlético Ouriense     |     | 1-0 | 0-3 | 1-1 | 5-0 | 4-0 |
| 6   | Vilaverdense FC       | 10 | 6  | 1  | 3  | 30 | 17 | 33  | Vilaverdense FC       | 2-5 |     | 1-3 | 2-0 | 9-2 | 4-1 |
| 7   | Boavista FC           | 10 | 5  | 3  | 2  | 21 | 16 | 22  | Boavista FC           | 2-0 | 3-2 |     | 2-3 | 1-0 | 4-2 |
| 8   | Videu 2001 ADSC       | 10 | 4  | 2  | 4  | 18 | 14 | 19  | Videu 2001 ADSC       | 2-3 | 2-1 | 1-1 |     | 7-0 | 1-0 |
| 9   | Fundação Laura Santos | 10 | 2  | 0  | 8  | 21 | 42 | 14  | Fundação Laura Santos | 1-6 | 3-6 | 2-3 | 3-2 |     | 8-0 |
| 10  | Cadima                | 10 | 1  | 3  | 6  | 12 | 32 | 9   | Cadima                | 3-7 | 0-0 | 3-3 | 3-2 | 1-1 |     |

## Goleadoras[2]
| Pos | Jugadora             | Club                  | Goles |
| --- | -------------------- | --------------------- | ----- |
| 1   | Sara Brasil          | Vilaverdense FC       | 23    |
| 2   | Vanessa Marques      | Valadares Gaia FC     | 19    |
| 3   | Joana Marchão        | Atlético Ouriense     | 17    |
| 3   | Catarina Sousa       | GDC A-dos-Francos     | 17    |
| 5   | Diana Silva          | Clube de Albergaria   | 16    |
| 5   | Adriana Gomes        | Boavista FC           | 16    |
| 7   | Edite Fernandes      | Valadares Gaia FC     | 14    |
| 8   | Daniela "Pipa" Alves | Fundação Laura Santos | 12    |
| 9   | Joana Flores         | CF Benfica            | 11    |
| 9   | Jéssica Silva        | Clube de Albergaria   | 11    |